# Pemberton, England
Pemberton är en stadsdel i Wigan, i distriktet Wigan, i grevskapet Greater Manchester, i England. Denna ward hade 14 331 invånare år 2021. Pemberton var en civil parish från 1866 till 1920 då den blev en del av Wigan. Denna civil parish hade 23 642 invånare år 1911. Pemberton var ett distrikt från 1894 till 1904.